# Chrysilla deelemani
Chrysilla deelemani är en spindelart som beskrevs av Prószynski, Deeleman-Reinhold 20. Chrysilla deelemani ingår i släktet Chrysilla och familjen hoppspindlar. Inga underarter finns listade i Catalogue of Life.